# 千田和江
千田 和江（ちだ かずえ、1981年7月10日 - ）は、宮城県栗原市（旧金成町）出身、水沢競馬場所属の元騎手。勝負服は胴桃・袖桃、胴青縦縞・袖青一本輪。菅原右吉厩舎に所属。

## 来歴・人物
2002年10月19日盛岡競馬場でウインキャッチに騎乗してデビュー初騎乗にして初勝利、これは岩手競馬では30年振り、全国の女性騎手としては3人目という快挙であった。1年目はこの1勝のみだったが、翌2003年はシーズン5勝、2004年にはヒカルアリシアで五葉山賞を制して特別初勝利するなどシーズン4勝。2005年は1勝にとどまり、このシーズンを以って引退。通算成績243戦11勝（特別1勝）、勝率4.5パーセント、連対率7.8パーセント。
初騎乗初勝利や特別戦で勝利を収めるなど素質の片鱗は見せたが、騎乗チャンスに恵まれなかった。

## エピソード
- 同厩舎の村松学騎手を騎手の先輩として尊敬していた。

## テレビ出演
- 夢見るタマゴ!熱血浜田塾（2002年12月21日放送、NHK総合）
- 岩手競馬（桐花賞）中継・「喫茶しほ」（2002年12月31日放送、テレビ岩手）